# جاکومو دلا پورتا
جاکومو دلا پورتا (ایتالیایی: Giacomo della Porta؛ ۱۵۳۳ – ۱۶۰۲) معمار و مجسمه‌ساز اهل ایتالیا بود که بر روی ساختمان های مهمی در رم همچون کلیسای باسیلیکای سنت پیتر(واتیکان) کار کرده است. او در خانواده ای مجسمه ساز(پورلزا ۱۵۳۲) به دنیا آمد و در رم(۱۶۰۲) از دنیا رفت. او در زمان خود با میکل آنژ و استادش جیاکومو باروزی د ویگلونا همکاری داشته و آثار او متاثر از این دو هنرمند میباشند. او از بزرگترین معماران تاریخ رنسانس در رم بود.